# Walter Momper
Pour les articles homonymes, voir Momper.
Walter Momper, né le 21 décembre 1945 à Sulingen, est un homme politique allemand membre du Parti social-démocrate d'Allemagne (SPD).
Chercheur formé à l'université libre, il est élu à la Chambre des députés de Berlin-Ouest pour la première fois en 1975. Dix ans plus tard, il y prend la présidence du groupe SPD, alors dans l'opposition. En 1986, il devient président de la fédération ouest-berlinoise du parti.
À la suite des élections législatives de janvier 1989, il forme une coalition avec les écologistes et se trouve investi bourgmestre-gouverneur. Son mandat est marqué par la chute du mur et la réunification de la ville.
Il perd le pouvoir dès janvier 1991, après que la CDU a remporté la majorité relative aux élections législatives anticipées et reconstitué une grande coalition. Il s'éloigne alors de la vie politique, renonçant en 1992 à présider le SPD de Berlin pour s'investir dans le secteur privé.
Après que le Parti social-démocrate a retrouvé le pouvoir et son statut de première force politique locale en 2001, Momper est désigné président de la Chambre des députés. Il est reconduit en 2006, mais décide de se retirer de la vie politique à l'issue de son mandat, en 2011.

## Biographie
Après avoir passé son Abitur en 1964, il entreprend des études supérieures de sciences politiques d'histoire et de sciences économiques dans les universités de Münster, Munich et enfin de Berlin, où il obtient en 1969 son diplôme de politologue.
Il commence à travailler en 1970 comme associé de recherche aux archives secrètes d'État de la fondation du patrimoine culturel prussien. Il y reste deux ans, puis est embauché par la commission historique de Berlin, dont il sera directeur général, et y travaille jusqu'en 1986.
En 1992, il revient à la vie professionnelle comme mandataire de la société Dr. Ellinghaus GmbH à Berlin, un emploi auquel il renonce un an plus tard. Il est par ailleurs associé directeur de Momper Projektentwicklungs- GmbH depuis août 1993, et de B + M Hausverwaltungs GmbH depuis le 1er janvier 2008.

## Parcours politique

### Comme membre du SPD
Adhérent du Parti social-démocrate d'Allemagne (SPD) depuis 1967, il en a présidé la fédération de Berlin entre 1986 et 1992. Il a également siégé au comité directeur fédéral entre 1988 et 1993.

### Au niveau institutionnel
Sa première élection à la Chambre des députés de Berlin-Ouest remonte à 1975. Dix ans plus tard, il devient président du groupe SPD. Aux élections de 1989, la coalition noire-jaune subit une lourde et surprenante défaite, la CDU perdant 6 points et le FDP étant exclu du parlement régional. À l'inverse, le SPD remonte de cinq points, talonnant la CDU. Les écologistes de la Liste alternative (AL) ayant légèrement progressé, les deux partis forment une coalition rouge-verte qui porte Walter Momper au poste de bourgmestre-gouverneur de Berlin-Ouest le 16 mars 1989. Il forme ensuite un cabinet comprenant 8 femmes pour 6 hommes, une première dans le pays.

#### Bourgmestre-gouverneur (1989-1991)
Son mandat est principalement marqué par la chute du mur de Berlin le 9 novembre 1989. Huit jours plus tôt, il avait pris pour un an la présidence tournante du Bundesrat.
Sa coalition finit par chuter le 14 novembre 1990, à la suite d'un désaccord sur l'évacuation de squatteurs, et il finit donc son mandat en dirigeant un gouvernement minoritaire. Le 2 décembre suivant, il perd les élections locales avec dix points de retard sur la CDU, qui est contrainte de former une grande coalition avec le SPD mais dont Momper ne fait pas partie.

#### Dans l'opposition
En 1995, il échoue à se faire désigner chef de file social-démocrate pour les élections locales et renonce alors à siéger à la Chambre des députés. Quatre ans plus tard, il devient chef de file du SPD, contre le président du groupe à la Chambre, pour les élections locales, mais il est de nouveau défait, cette fois-ci avec dix-huit points de retard, par la CDU de son successeur, Eberhard Diepgen. Les deux partis ayant reconduit leur coalition, il est lui-même désigné vice-président du parlement régional.

#### Depuis 2001
Le SPD remporte finalement les élections locales anticipées de 2001 sous la direction de Klaus Wowereit. Le 29 novembre suivant, lors de sa séance inaugurale, la Chambre des députés de Berlin (Abgeordnetenhaus von Berlin), le parlement du Land, l'élit à sa présidence. Le 26 octobre 2006, il est reconduit dans cette fonction qu'il conserve jusqu'à la fin de la législature en 2011.